# Adad-nirari I
Adad-nirari I was koning van Assyrië van 1307 - 1275 v. Chr. Zijn voorgangers Enlil-nirari en Arik-den-ili hadden het Assyrische gezag weten te versterken aan de zuidelijke en noordoostelijke grenzen met Kar-Duniash en de bergstammen van het Zagros gebergte. Hij dwong de Kassieten onder koning Nazi-maruttash (1307-1282 v.Chr.)
. tot een nieuw en beter grensverdrag. De Diyala was voortaan de grens. Ook richtte zijn aandacht op de westelijke grens.
Hij hield een veldtocht die tot aan Karkemish aan de Eufraat leidde. Hij viel daarmee wat restte van Mitanni -nu een vazalstaat van de Hettieten- aan. Hoewel de vazalvorst van Mitanni het Assyrische gezag daar erkende was de Assyrische invloed er maar beperkt. Toch versterkte dit het aanzien van het Assyrische koninkrijk en legde zo de grondslag voor de machtsuitbreiding onder zijn opvolger Salmanasser I

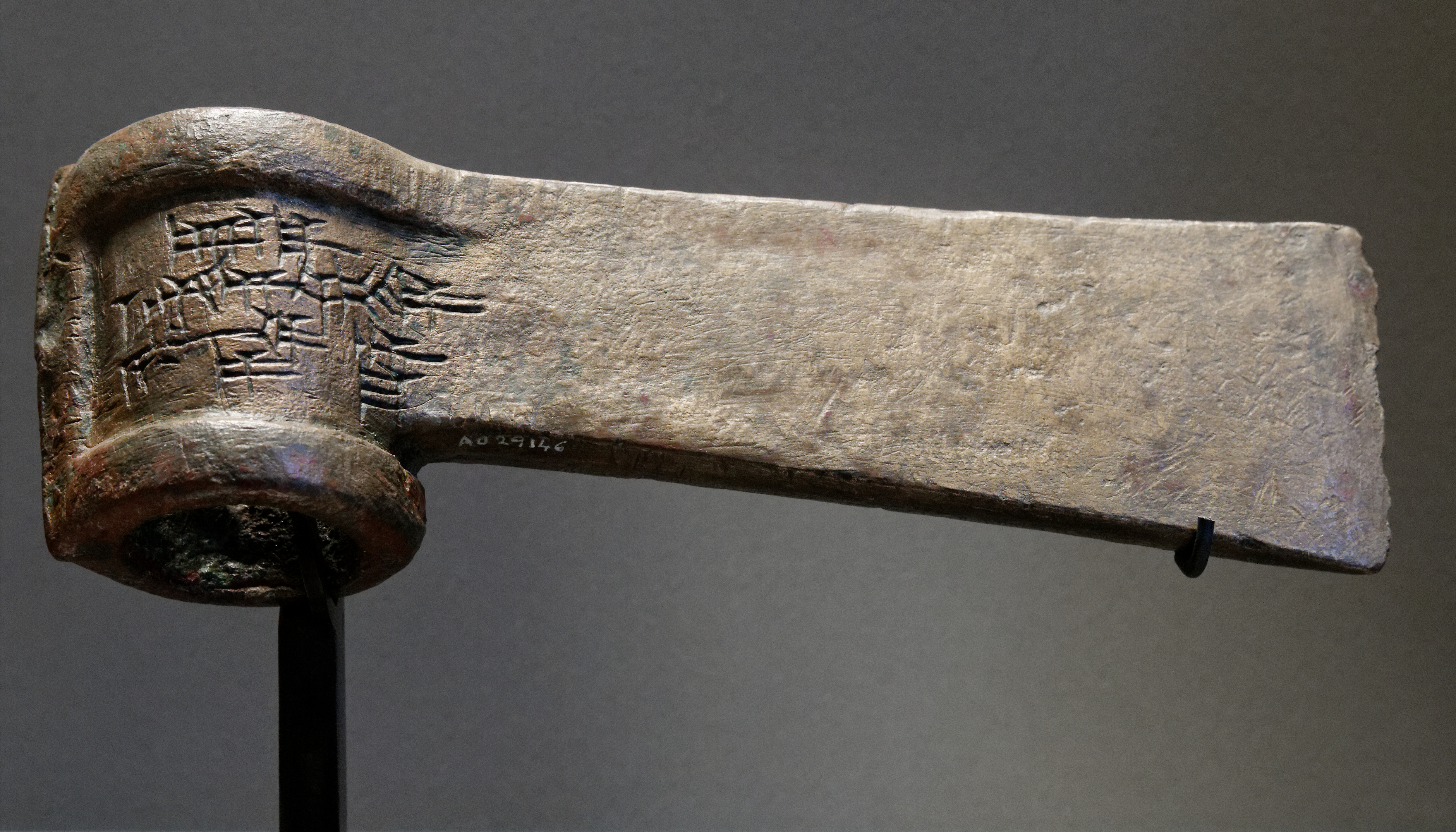
Een bijl met Adad-ninari's naam

Er bestaat correspondentie met het Hettitische hof, gevonden in Boğazköy. Het tablet KUB 23.102 is een kladje in Hettitisch voor een niet al te vriendelijke brief van mogelijk Muwatalli II maar waarschijnlijker van zijn zoon Mursili III aan Adad-nirari. Het is een antwoord op diens brief waarin hij gepocht had over zijn overwinning or Wašašatta van Mitani (ca. 1270 v.Chr.). Het tablet KBo 1.14 is waarschijnlijk nooit verstuurd vanwege het overlijden van Adad-nirari. Het is waarschijnlijk van Hattušili III kort na diens troonsbestijging waarin melding gemaakt wordt van de slechte behandeling van Assyrische gezanten door Mursili III (Urhi-Tešub) die hij van de troon verdreven had.

## Verwijzingen
1. ↑  Mogelijk is de datering 1295 - 1263 afhankelijk van het aantal regeringsjaren van Ninurta-apil-ekur.
2. ↑  blz 482 History of Humanity Volume II
From the Third Millennium to the Seventh Century B.C.
A.H. Dani, J.-P. Mohen et al. ISBN 978-92-3-102811-3
3. ↑  Jacques Freu in: Tabularia Hethaeorum 2007, ISBN 978-3-447-05530-7 p.282